# Várzea
Gozd várzea je sezonski poplavni gozd, ki ga preplavljajo reke bele vode in se pojavlja v amazonskem biomu. Do poznih 1970-ih je bila definicija manj jasna in várzea se je pogosto uporabljala za vse občasno poplavljene amazonske gozdove.
Čeprav včasih opisujejo, da je sestavljena samo iz gozda, várzea vsebuje tudi bolj odprte, sezonsko poplavljene habitate, kot so travniki, vključno s plavajočimi travniki.

## Opis
Vzdolž reke Amazonke in številnih njenih pritokov visoka letna količina padavin, ki se pojavi večinoma v deževnem obdobju, povzroči obsežne sezonske poplave območij zaradi potokov in rečnih izpustov. Rezultat je dvig vodne gladine za 10–15 m, pri čemer so vode bogate s hranili.
Ekoregija Iquitos várzea pokriva obrobje zgornje Amazonije in njenih pritokov.
Nižje so Purus várzea v srednji Amazoniji, Monte Alegre várzea in Gurupa várzea na spodnji Amazoniji ter Marajó várzea ob izlivu Amazonke. Marajó várzea je pod vplivom sladkovodnih tokov in plimovanja.
Várzea gozdove lahko razdelimo v dve kategoriji: nizko várzea in visoko várzea. Nizke gozdove várzea lahko kategoriziramo po nižje ležečih območjih, kjer ima letni vodni stolpec povprečno višino več kot 3 m, kjer je obdobje poplav daljše od 50 dni na leto. Visoki gozdovi várzea so kategorizirani kot območja, kjer je povprečni letni vodni stolpec nižji od 3 m in so poplavna obdobja krajša od 50 dni na leto. Amazonske gozdove várzea preplavljajo reke, bogate s hranili, z visoko vsebnostjo usedlin, kot so reke Solimões-Amazon, Purus in Madeira. Zaradi tega se območja várzea razlikujejo od igapós, poplavnih ravnic od črne vode, revne s hranili. Nihanja nivoja vode, ki jih doživlja várzea, povzročijo različne vodne in kopenske faze v letu. Poplavne ravnice amazonskih belih rek pokrivajo površino več kot 300.000 km², gozdovi várzea pa pokrivajo približno 180.000 km² porečja Amazonke. 68 % porečja Amazonke je v Braziliji, preostala območja pa v Boliviji, Kolumbiji, Ekvadorju, Francoski Gvajani, Peruju, Surinamu in Gvajani. Várzea se razteza od tega porečja navzgor v kopno, preden doseže pobočja terra firme gozdov (vlažen tropski gozd, ki ni sezonsko poplavljen).
Habitati vrste Várzea so na splošno raznoliki in jih sestavljajo gozdovi, travniki, jezera, poplavljena polja in močvirja. Približno 75 % območij várzea sestavljajo gosti gozdovi s krošnjami, ostalih 25 % pa predstavljajo preostali habitati. Znotraj várzea topografske razlike povzročijo različno trajanje in resnost poplav, zaradi česar je vegetacija ločena, kjer rastline z različnimi tolerancami do poplav naseljujejo različna območja.

## Bogastvo vrst
Zaradi obnavljanja hranilnih snovi v tleh, ki jih povzroča vsakoletna poplavna voda, so gozdovi várzea ena izmed najbolj produktivnih območij Amazonije in služijo kot pomembna območja za razmnoževanje rib, ptic, sesalcev in plazilcev. Za rast in preživetje v tem okolju morajo tako rastline kot živali imeti širok spekter morfoloških, anatomskih, fizioloških in etoloških prilagoditev. Na primer, med sezono poplav ribe in drugi vodni organizmi izkoristijo manjšo gostoto plenilcev, ki so se preselili ali so omejeni na manjša, sušnejša območja, in ta čas izkoristijo za razmnoževanje.
Tako amazonske morske krave (Trichechus inunguis) kot orinoška pliskavka (Inia geoffrensis) preživijo čas na območjih várzea v obdobjih visoke vode v sezoni poplav. Poleg tega je črni kajman (Melanosuchus niger) pogost in ima tudi pomembno ekološko vlogo. Karizmatičnega jaguarja (Panthera onca) najdemo tudi v različnih habitatnih tipih várzea.
V várzei na bogastvo drevesnih vrst, porazdelitev in strukturo vegetacije vplivajo različni znaki, kot sta topografija in dinamika sedimentacije. Leguminosae in Euphorbiaceae sta dve najpomembnejši in najštevilčnejši družini znotraj visokih in nizkih habitatov várzea. Zaradi ciklov sedimentacije in erozije se habitatni tipi različnih sukcesijskih stopenj pojavljajo hkrati znotraj omejenih območij várzea. Večina vrst raste na območjih, ki so izpostavljena rečnim poplavnim utripom, ne pa tudi na območjih, ki so pod vplivom morja in plimovanja. Posledica tega so vodni ali poplavljeni pogoji do sedem mesecev v letu, posledično pa je število rastlinskih vrst v várzei nižje kot v nepoplavnih terra firme gozdovih.

## Tla in poljedelstvo
Tako kot v mnogih tropskih okoljih tudi v várzei obstajajo dokazi, da je dušik omejevalni dejavnik za primarno proizvodnjo; vendar pa dušik doseže poplavno ravnico s poplavljanjem v obliki raztopljenih in trdnih delcev.
Na splošno so tla várzee sprva zelo rodovitna zaradi poplav, vendar po dveh ali treh letih pridelave rodovitnost tal upade. Zaradi gozdov várzea, bogatega okolja, bogatega s hranili in bližine rek, ki delujejo kot prometne poti za lokalno ljudstvo, so bila ta območja v zgodovini naklonjena človeški okupaciji, kar je povzročilo najgosteje naseljeno okolje v Amazoniji. Znano je, da ljudje sadijo riž, koruzo, fižol, papriko in banane na poplavnih ravnicah várzea, ki mejijo na reke. Kar zadeva širjenje semen, so lokalna ljudstva vplivala na ustanovitev in obnovo gozdov várzea z nadzorovanjem populacij rib, ptic, glodavcev in drugih raznašalcev semen ter tudi z odstranjevanjem naravne vegetacije, da bi naredili prostor za poljedelstvo in govedo. Zgodovinsko gledano je bila govedoreja na naravnih pašnikih glavna gospodarska dejavnost v amazonskih poplavnih ravnicah, dejavnost, ki se je nadaljevala v sedanjosti. Vendar pa je v sodobnem času zemljišče običajno izkrčeno za živinorejo. Na nekaterih območjih, kot so poplavne ravnice Amapá, so črede govedi zamenjali za vodne bivole, ki se bolje obnesejo v vlažnejšem habitatu várzea. Tako govedo kot vodni bivoli povzročajo škodo na rečnih bregovih in lahko povzročijo obsežno erozijo tal.

## Človeški vplivi
Eden glavnih vplivov, ki so jih ljudje imeli na várzeo, je krčenje gozdov za sečnjo in kmetijstvo. Gozdovi Várzea so obetavni za proizvodnjo lesa in gospodarjenje z gozdovi v Amazoniji, ker so manj bogati z vrstami kot terra firmi gozdovi, vendar še vedno z velikimi količinami lesa. Poleg tega zaradi rodovitnih aluvialnih tal v gozdovih várzea drevesa običajno rastejo hitreje kot v trdnih gozdovih, transport hlodov pa je poenostavljen z uporabo reke. Najverjetneje zaradi zgornjega razmišljanja je bila sečnja v Amazoniji tradicionalno osredotočena na várzeo in se je šele v zadnjih letih razširila na terra firma območja. Poleg s sečnjo lahko lastniki zemljišč izkopljejo tudi kanale, da razširijo ali povežejo potoke na območjih várzea, da bi lažje prevažali hlodovino ali se preselili na nova, neizkoriščena območja gozda, kar vodi do izgube gozda in degradacije tal znotraj habitata várzea. Ugotovljeno je bilo, da se je od leta 1976 do 1991 površinski obseg mešanih vrst várzea neto zmanjšal za 25 %, medtem ko so se druge vrste okoliških habitatov, kot sta palmov gozd ali zelnati pokrov, povečale. Glavni vplivi, povezani z izgubo območij várzea, so bili sečnja, pridobivanje jedra palme in preusmeritev kmetijstva.
Dodaten velik vpliv ljudi, ki ga opazimo pri várzei, je pridobivanje ali množična proizvodnja palme açaí (Euterpe oleracea) za palmo ali dobro znano jagodo açaí. Sok, pridobljen iz açaíja, je glavni del prehrane nekaterih regionalnih prebivalcev v Amazoniji in v nekaterih regijah najpomembnejši denarni prihodek. V kmetijskih gozdovih açaí so druge vrste, ki obdajajo šopke palme, običajno močno obrezane, da se odstrani konkurenca.
Ljudje so močno vplivali tudi na populacije živali. Na primer, selektivni lov znotraj várzea rdečega vriskača (Alouatta seniculus) in rjave kapucinke (Cebus apella) je močno vplival na regeneracijo figovca (Ficus sphenophylla). Obe vrsti opic sta znani kot pomembni raznašalci semen znotraj várzea.